# Jaroslav Kasík
Jaroslav Kasík (* 23. března 1983 Praha) je český lední hokejista hrající na pozici obránce.

## Život
Mládežnická léta strávil v pražské Spartě. Mezi muže prvně pronikl během ročníku 2002/2003, kdy odehrál část utkání za HC Slovan Ústí nad Labem, který se tehdy účastnil české druhé nejvyšší soutěže. Do nejvyšší soutěže prvně zasáhl v následující sezóně, kdy odehrál část utkání za mateřskou Spartu a část za Oceláře Třinec. V další sezóně okusil vedle jemu již známých týmů Sparty a Ústí nad Labem ještě další tým, a sice Berounské Medvědy. Následující ročník, tedy 2005/2006, hrál za Spartu, Beroun a také za KLH Chomutov. Poté odešel na své zahraničí angažmá, když tři následující sezóny (od roku 2006 do 2009) strávil na Slovensku v barvách HK Poprad. Pak se sice na jednu sezónu vrátil do České republiky, do celku Mladé Boleslavi, ale hned následující sezónu opět odehrál v popradském týmu. Další ročník (2011/2012) již hrál opět ve své vlasti, a sice ve Spartě a ve Vítkovicích. Pro sezónu 2012/2013 změnil dres a přesunul se do jemu známého klubu z Mladé Boleslavi. Další ročník začal na Slovensku v klubu z Popradu, ale dokončil ho na hostování v Českých Budějovicích. Po konci sezóny se na Slovensko vrátil a v dresu HK Poprad odehrál dva další ročníky, tedy 2014/2015 a 2015/2016. Pak se přesunul do Ústí nad Labem, ale po sezóně opětovně měnil dres a ročník 2017/2018 hraje za Slavii Praha.